# Mihai Mălaimare Jr.
Mihai Mălaimare Jr. (Bucarest, 1975) è un direttore della fotografia rumeno meglio noto per aver lavorato ai film dell'ultimo periodo di Francis Ford Coppola e The Master di Paul Thomas Anderson.
È figlio di Mihai Mălaimare, attore e politico eletto nel 2004 alla Camera Deputaților tra le file del Partito Nazionale Liberale.

## Filmografia parziale

### Cinema
- Un'altra giovinezza (Youth Without Youth), regia di Francis Ford Coppola (2007)
- Segreti di famiglia (Tetro), regia di Francis Ford Coppola (2009)
- Twixt, regia di Francis Ford Coppola (2011)
- The Master, regia di Paul Thomas Anderson (2012)
- The Time Being, regia di Nenad Cicin-Sain (2012)
- Plus One, regia di Dennis Iliadis (2013)
- La preda perfetta - A Walk Among the Tombstones (A Walk Among the Tombstones), regia di Scott Frank (2014)
- Hitchcock/Truffaut, regia di Kent Jones - documentario (2015)
- Nina, regia di Cynthia Mort (2016)
- Distant Vision, regia di Francis Ford Coppola (2016)
- Sleepless - Il giustiziere (Sleepless), regia di Baran bo Odar (2017)
- November Criminals, regia di Sacha Gervasi (2017)
- Il coraggio della verità - The Hate U Give (The Hate U Give), regia di George Tillman Jr. (2018)
- Jojo Rabbit, regia di Taika Waititi (2019)
- The Harder They Fall, regia di Jeymes Samuel (2021)
- Megalopolis, regia di Francis Ford Coppola (2024)

### Televisione
- For Life – serie TV, episodio 1x01 (2020)

## Riconoscimenti
- Boston Society of Film Critics
  - 2012 - Miglior fotografia per The Master
- Chicago Film Critics Association
  - 2012 - Miglior fotografia per The Master
- Critics' Choice Award
  - 2013 - Candidatura alla miglior fotografia per The Master
- Independent Spirit Awards
  - 2008 - Candidatura alla miglior fotografia per Un'altra giovinezza
- Los Angeles Film Critics Association
  - 2012 - Candidatura alla miglior fotografia per The Master
- National Society of Film Critics
  - 2013 - Miglior fotografia per The Master
- New York Film Critics Circle
  - 2012 - Candidatura alla miglior fotografia per The Master
- St. Louis Film Critics Association
  - 2012 - Candidatura alla miglior fotografia per The Master
- Satellite Award
  - 2012 - Candidatura alla miglior fotografia per The Master